# Бетльяр (село)
Бетльяр (словац. Betliar) — село в окрузі Рожнява Кошицького краю Словаччини. Площа села 24,67 км². Станом на 31 грудня 2016 року в селі проживало 950 жителів.

## Історія
Перші згадки про село датуються 1330 роком.

## Населення
| Рік:            | 1994. | 2004.   | 2014.   | 2024.   |
| --------------- | ----- | ------- | ------- | ------- |
| Кількість осіб: | 966   | 979     | 946     | 917     |
| Різниця:        |       | +1,34 % | -3,37 % | -3,06 % |

| Рік:            | 2023. | 2024.   |
| --------------- | ----- | ------- |
| Кількість осіб: | 914   | 917     |
| Різниця:        |       | +0,32 % |